# Gunnar Nielsen (atleta)
Gunnar Nielsen (Dinamarca, 25 de marzo de 1928-29 de mayo de 1985) fue un atleta danés especializado en la prueba de 1500 m, en la que consiguió ser subcampeón europeo en 1954.

## Carrera deportiva
En el Campeonato Europeo de Atletismo de 1954 ganó la medalla de plata en los 1500 metros, llegando a meta en un tiempo de 3:44.4 segundos, tras el británico Roger Bannister (oro con 3:43.8 segundos que fue récord de los campeonatos) y por delante del checoslovaco Stanislav Jungwirth (bronce con 3:45.4 segundos).